# لوونارخ
لوونارخ و یا گوی آرخ(به ارمنی: Լևոնարխ) یک منطقهٔ مسکونی در جمهوری آرتساخ است که در استان مارتاکرت واقع شده‌است.